# 演奏審査
演奏審査（えんそうしんさ）とは音楽コンクールで生演奏を行って審査をすることを指す。

## 概要
本来は作曲部門に用いられる制度として有名だった。ただし、審査によって結果が歪められることも演奏界で徐々に知られるようになってきており、新型コロナウイルスの流行を受け、ピアニストの国際コンクールにもオンライン審査が導入されたことをきっかけに急速に「演奏審査」の是非が問われ出した。

## 特徴
音出しをすることで、作曲者あるいは演奏家に音源が提出できるが、生演奏が失敗することがある。事実、三善晃はコンクールの本選でピアノがズレてしまい、柴田南雄に棄権を申し出たが慰留され三善が優勝したことがあった。かつて浜松国際ピアノコンクールの第一次予選をCD化し、そのまま聴衆へ販売していたことがあった。

## 演奏審査が存在する作曲コンクール
- 日本音楽コンクール (2023年以降NHKのスタジオが使用されるものの、一般には非公開[7])
- バーゼル作曲コンクール
- ガウデアムス国際作曲賞
- プリ・エラン
- Die 24. Weimarer Frühjahrstage
- ペトロフ国際作曲コンクール

## 演奏審査が存在しない作曲コンクール
かつてのヨーロッパの国際作曲コンクールはほとんど演奏審査が存在せず、譜面審査だけで決着をつけるのが主流であった。しかし、21世紀に入ってオンライン時代に入れば傾向が若干変化しており、バーゼル作曲コンクールやブッキ国際作曲コンクールは演奏審査後に順位が決定される方式へ改められている。従来の伝統を守り、演奏審査が存在しない作曲コンクールも健在である。
- 2018年から2022年までの日本音楽コンクール作曲部門[9][10]
- ハラルト・ゲンツマー国際作曲コンクール
- カール・フォン・オシエツキー国際作曲コンクール
- エジディオ・カレッラ国際作曲コンクール
- フェデリコ・モンポウ国際作曲コンクール
- ミケーレ・ピッタルガ国際音楽コンクール作曲部門
- ウディネ市国際作曲コンクール